# فلوریان میرتای
فلوریان میرتای (آلبانیایی: Florian Myrtaj؛ زادهٔ ۱۵ سپتامبر ۱۹۷۶) بازیکن فوتبال اهل آلبانی بود.
از باشگاه‌هایی که در آن بازی کرده‌است می‌توان به باشگاه فوتبال اتلتیکو آرتزو، باشگاه فوتبال سورنتو کالچو، باشگاه فوتبال ساسولو، باشگاه فوتبال هلاس ورونا، باشگاه فوتبال مودنا، باشگاه فوتبال پروجا، و باشگاه فوتبال چزنا اشاره کرد.
وی همچنین در تیم ملی فوتبال آلبانی بازی کرده‌است.